# Punta Maroma
Punta Maroma es una playa ubicada en México, estado de Quintana Roo, en la península de Yucatán. La playa de Punta Maroma está situada en la costa del Mar Caribe.
La playa Punta Maroma está situada en el Municipio de Playa del Carmen a 20°44′16″N 86°58′03″O. Se encuentra dentro de la zona turística conocida como la Riviera Maya, la ruta terrestre más cercana es la Carretera Federal 307. Punta Maroma está a 35,3 km (21,9 mi) km del aeropuerto internacional Cancún (CUN) y a unos 10 kilómetros (6,2 mi) al noreste de Playa del Carmen. En el 2010 contaba con una población de 58 habitantes.
Conocida por sus costas de arena blanca, aguas cristalinas y sus arrecifes de coral, que forma parte del Sistema Arrecifal Mesoamericano, el segundo arrecife más grande del mundo, ha sido elegida como una de las mejores playas en Top Best Beaches Archivado el 18 de abril de 2012 en Wayback Machine..

## Historia
La zona donde se encuentra la playa Punta Maroma fue habitada por los mayas. La mayoría de la población nativa murió a causa de viruela y la conquista a principios del siglo XVI. La playa es actualmente propiedad Federal concesionada, los turistas tienen acceso pagando 49 USD por persona e incluye El nuevo Maroma Adventures Day Pass, que incluye acceso al club de playa, amenidades regaderas, comida buffet ilimitado, snacks y barra libre con bebidas nacionales. El acceso es por Maroma Adventures, el cual es un increíble club de playa que se ubica a tan solo 25 minutos al norte de Playa del Carmen en la Riviera Maya. Cuenta con una extensa variedad de emocionantes actividades terrestres y acuáticas como lanchas rápidas, esnórquel, buceo, motos acuáticas, paseo en paracaídas y románticos paseos en catamarán al atardecer. También ofrece la extraordinaria experiencia de montar un camello, disfrutar de un relajante paseo a caballo, y manejar una cuatrimoto a través de la selva. Asimismo, Maroma Adventures cuenta con amplios y hermosos espacios para celebrar eventos frente a la playa, y dispone de un restaurante con vista al mar en donde es posible degustar una variedad de exquisitos platillos."